# Eugen Ferdinand Greiner

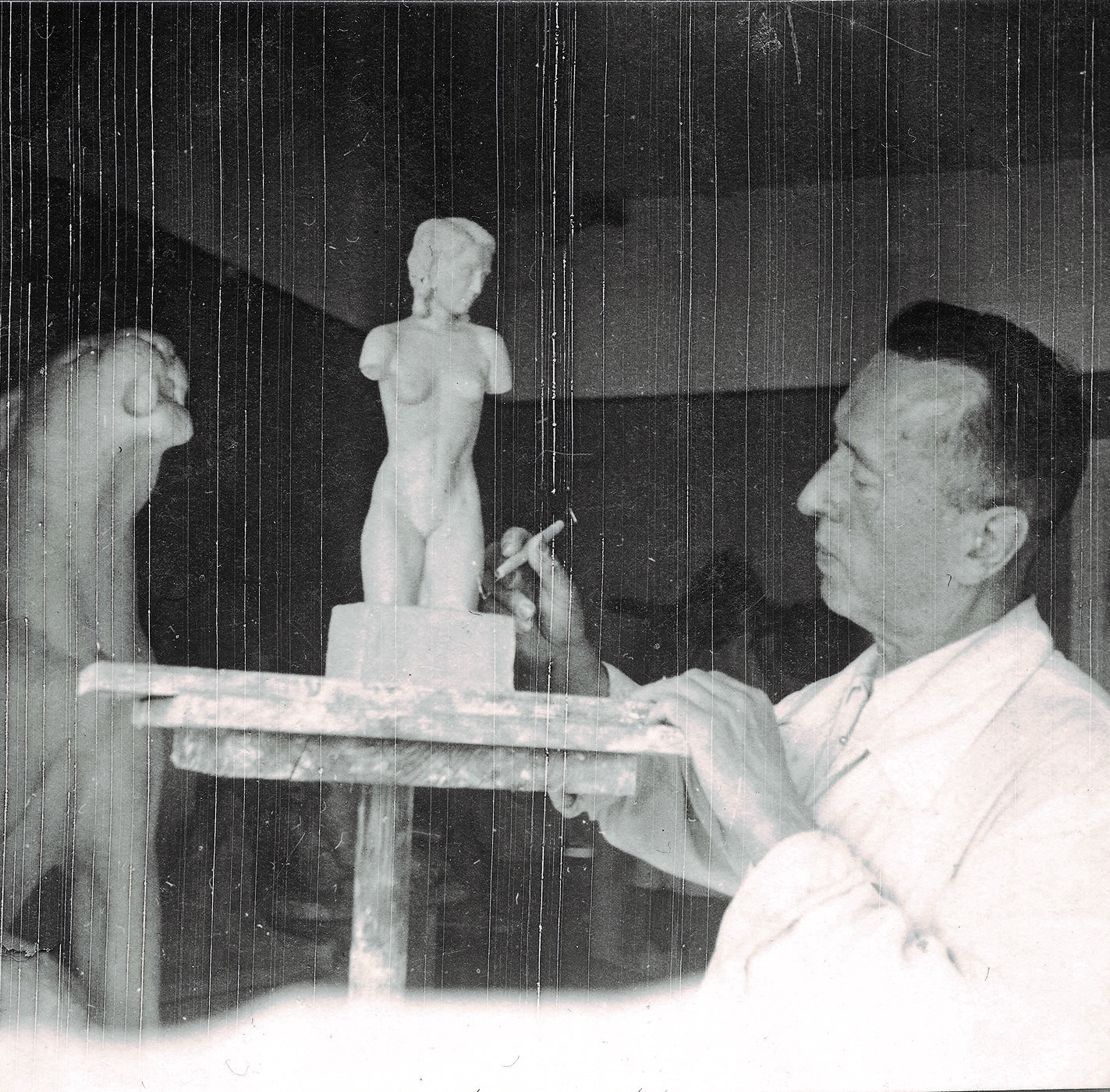
Eugen Ferdinand Greiner

Eugen Ferdinand Greiner (* 7. November 1881 in Schwäbisch Gmünd; † 4. Januar 1944 ebenda) war ein deutscher Bildhauer und Konditor.

## Leben
Greiner wurde als Sohn eines Konditors geboren, der 1876 in der Bocksgasse 14 in Schwäbisch Gmünd eine Konditorei eröffnet hatte. Schon früh zeigte sich seine besondere Begabung zum Zeichnen und Modellieren. 
Er besuchte die Staatliche Höhere Fachschule für das Edelmetallgewerbe, erlernte dann aber den Beruf des Konditors, um den väterlichen Betrieb in der Familie zu erhalten. Nach Lehr- und Wanderjahren, die er auch auf einem Transatlantikliner absolvierte, übernahm er 1908 das „Café Greiner“ in der Bocksgasse 14.
Gemeinsam mit seiner Frau Thea, die sich nach einer Ausbildung an derselben Fachschule einen Namen als „Blumenmalerin“ machte, widmete er sich zunehmend weniger seinem Beruf und stärker der Bildhauerei. Auf Ausstellungen in Städten wie Stuttgart, Frankfurt am Main und München bekam er große Anerkennung. 1939, 1941 und 1942 stellte er insgesamt acht Werke auf der Großen Deutschen Kunstausstellung aus.
In seinem Nachlass finden sich über zweihundert Plastiken, darunter zahlreiche Löwen, Tiger und Leoparden, die er in Zoos beobachtet hatte, um am lebenden Objekt Gestalt und Bewegung zu studieren. In seinen Tierplastiken fließen Naturalismus, Neoklassizismus und ein vereinfachender Monumentalstil zusammen.
Er hatte mit seiner Ehefrau Thea vier Kinder: Ferdinand (1922–1944), Rolf (1925–1996), Thea (1931–2015) und Elisabeth. Greiner ist zusammen mit sechs weiteren Familienangehörigen, darunter auch seine Frau Thea, in einem seit 1850 über drei Generationen bestehenden Familiengrab auf dem Leonhardsfriedhof in Schwäbisch Gmünd im Grabfeld T bestattet. Das „Café Greiner“ (heute „Restaurant am Paleis“) wurde von seinem Sohn Rolf und dessen Ehefrau Sigrid (1936–2010) bis zu seinem Tod im Jahre 1996 weitergeführt. 

## Arbeiten im öffentlichen Raum
- Ruhende Löwin, Steinskulptur, 1928, Stadtgarten in Schwäbisch Gmünd
- Sitzender Löwe, Steinskulptur, um 1935, Wege zur Kunst (Kopie 2013)[2]

## Bilder

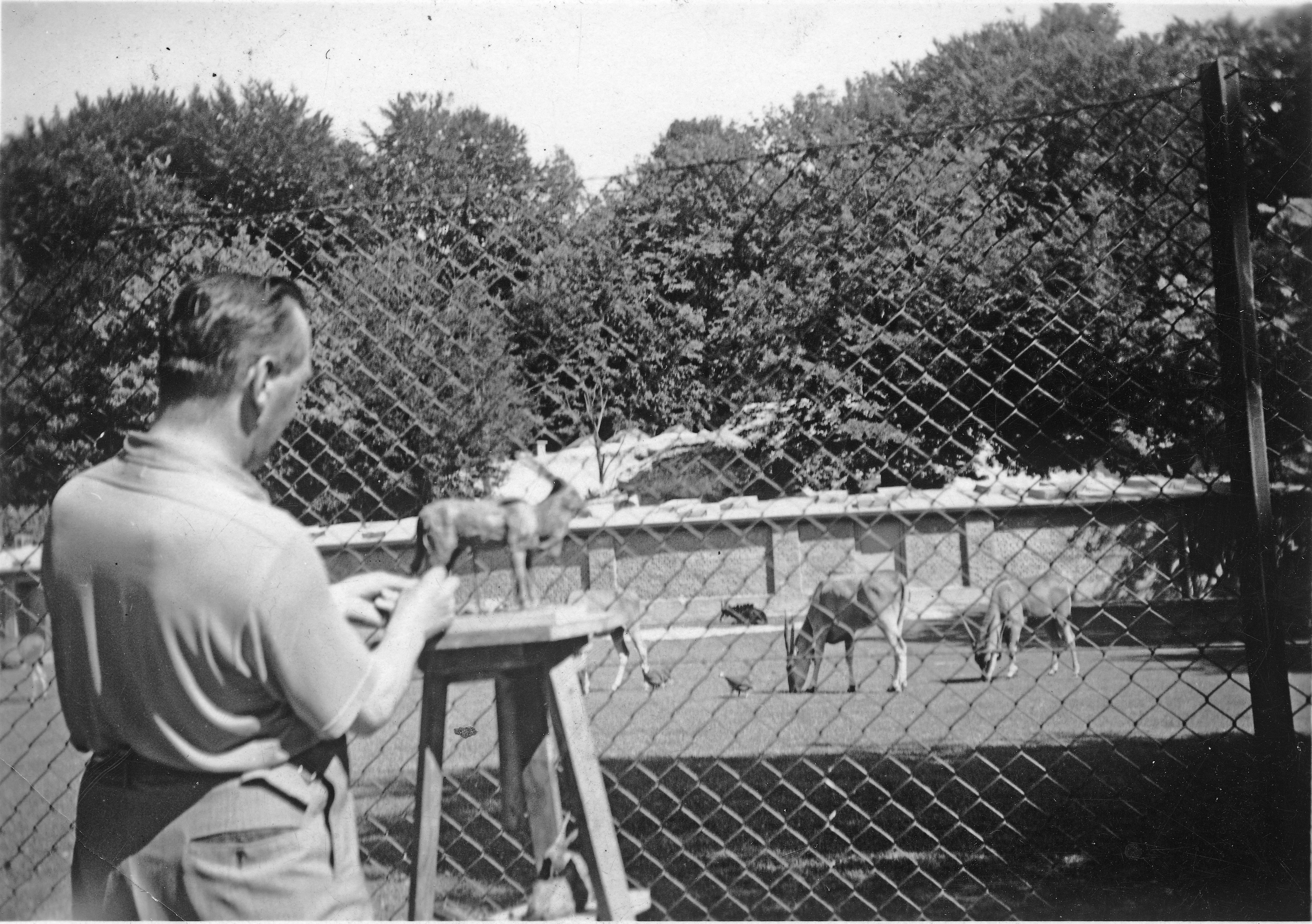
Greiner beim Modellieren eines Spießbocks in einem Zoo
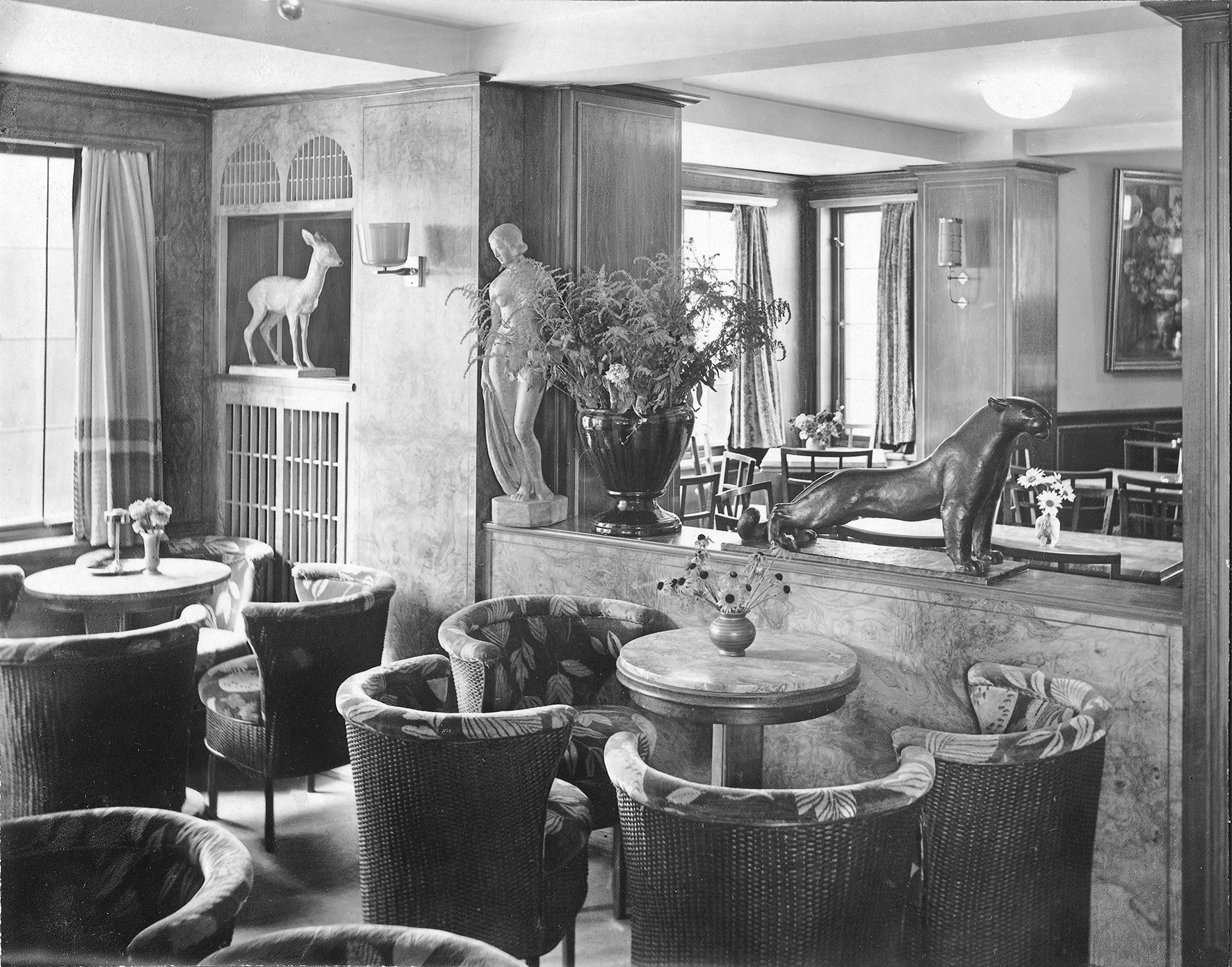
„Café Greiner“ in Schwäbisch Gmünd mit Skulpturen von Greiner
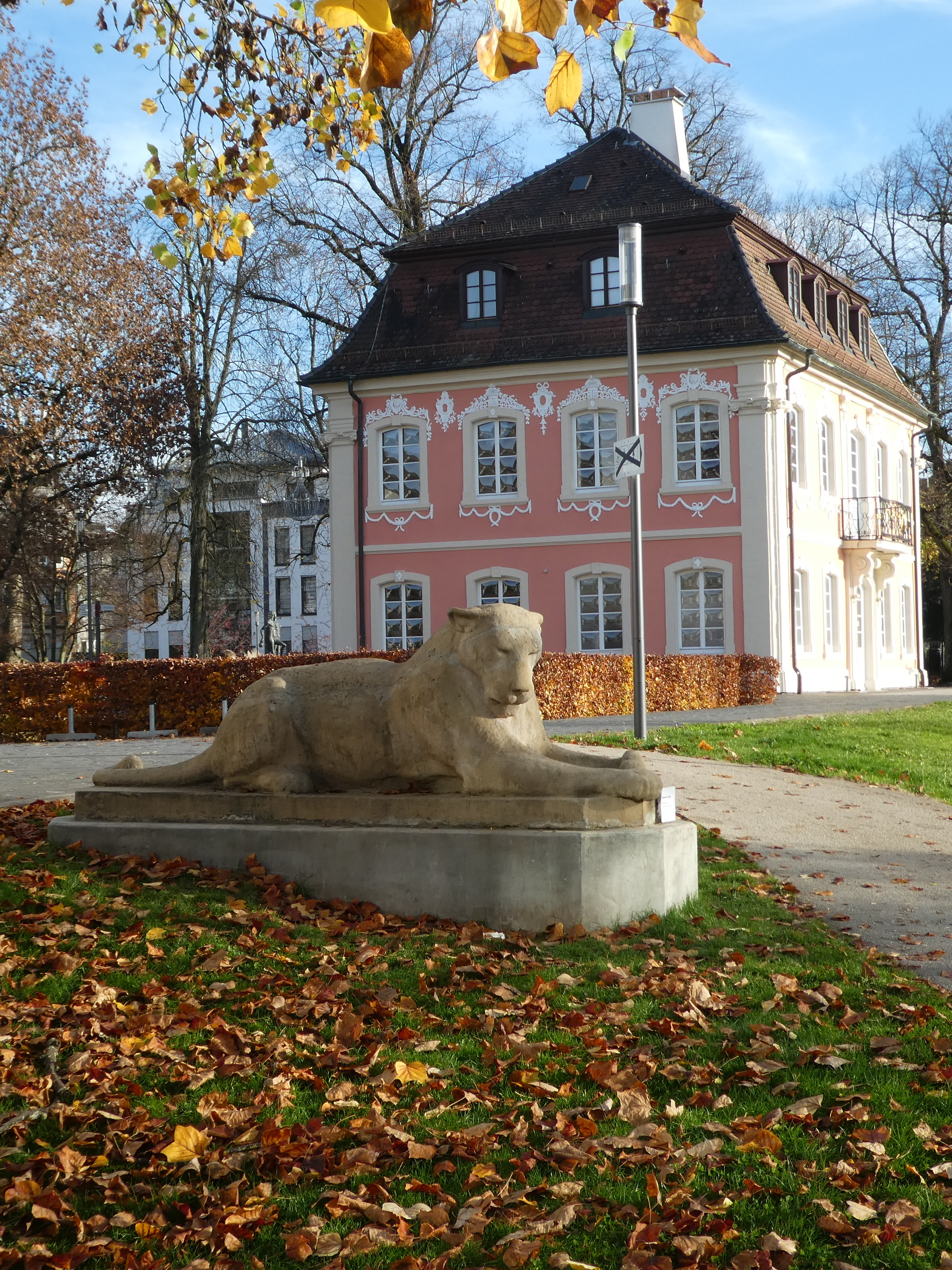
Ruhende Löwin, 1928, Stadtgarten in Schwäbisch Gmünd
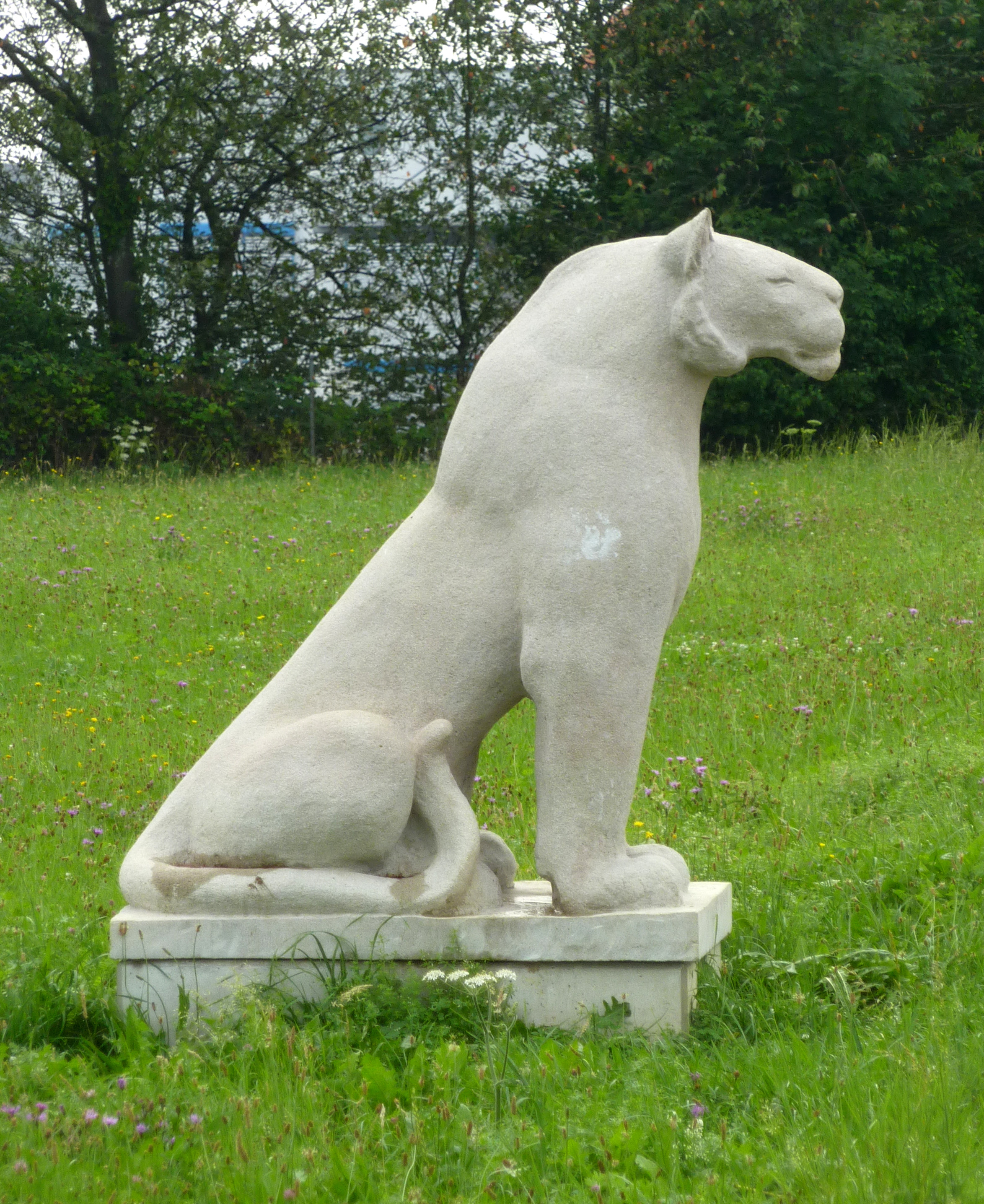
Sitzender Löwe, um 1935, Wege zur Kunst in Straßdorf
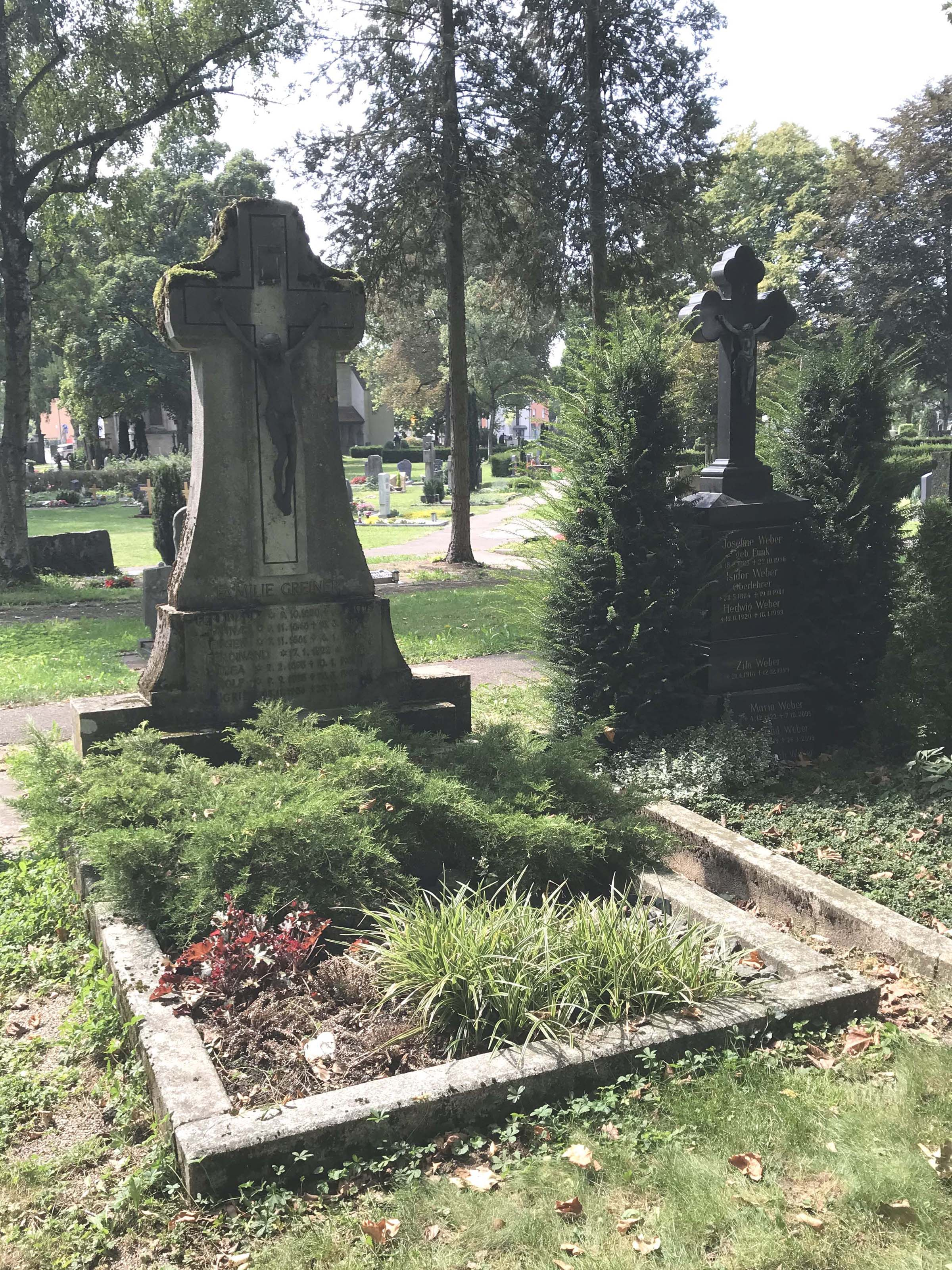
Grab von Eugen Greiner auf dem Leonhardsfriedhof in Schwäbisch Gmünd
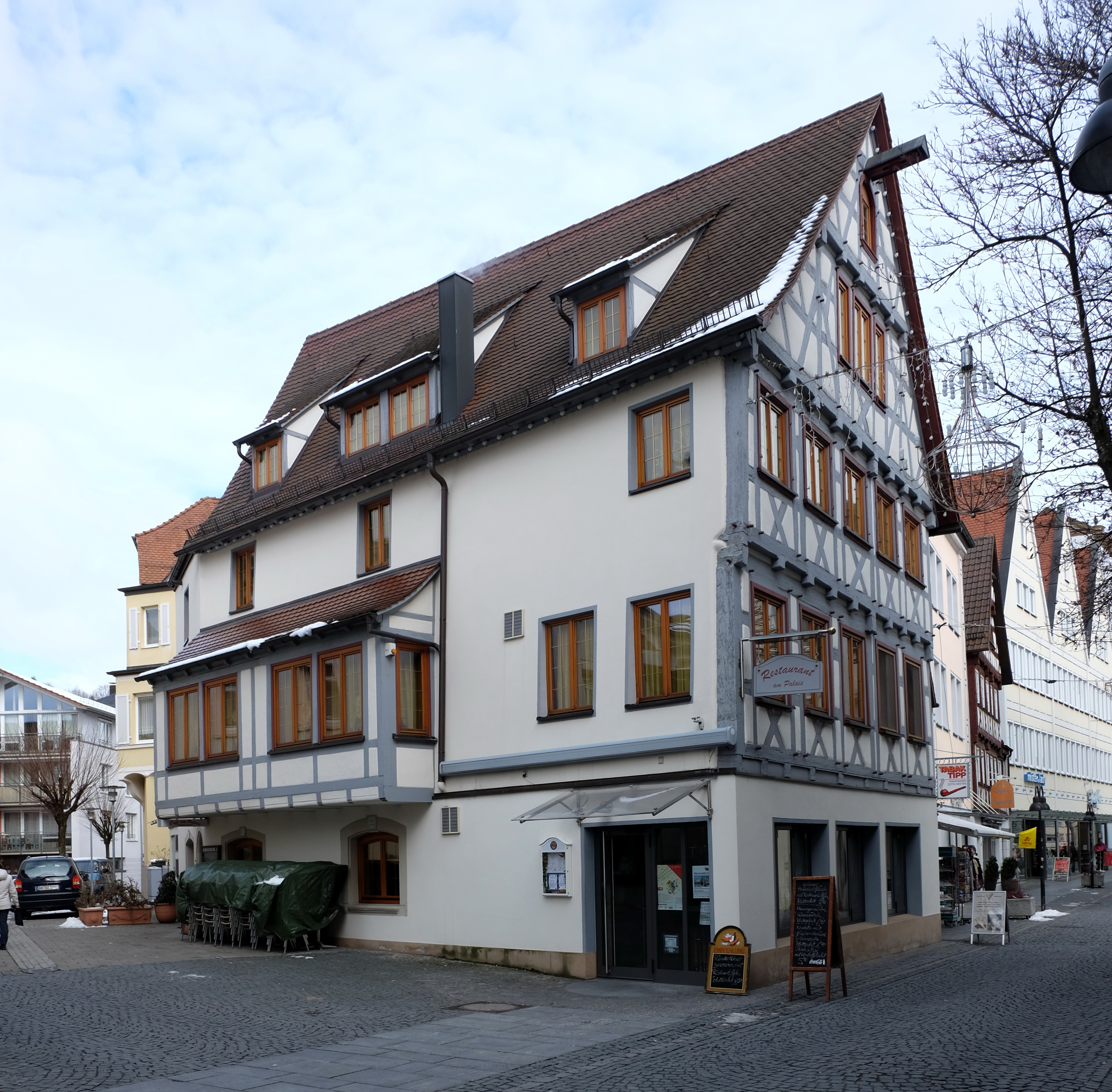
Ehemaliges „Café Greiner“, heute „Restaurant am Paleis“ in der Bocksgasse 14 in Schwäbisch Gmünd